# Heather Morris (escritora)
Heather Morris (Te Awamutu, 1953)  é uma escritora neozelandesa que mora na Austrália, de romances históricos. Seu romance de estreia em 2018 foi The Tattooist of Auschwitz (O Tatuador de Auschwitz) que alcançou o 1º lugar na lista de mais vendidos do The New York Times.

## Biografia
Heather Morris nasceu em 1953 em Te Awamutu, na Ilha Norte da Nova Zelândia. Mais tarde, ela se mudou com a família para a cidade de Pirongia e se formou na Escola Secundária Te Awamutu. Em entrevistas, ela afirmou que quando criança não sabia nada sobre o Holocausto.
Em 1971, mudou-se para Melbourne, Austrália; lá ela conheceu e se casou com Steve Morris em 1973. Em 1975, ela voltou para a Nova Zelândia com o marido e se estabeleceu em Christchurch. O primeiro filho nasceu em 1976, o segundo filho em 1980 e a filha em 1985.
Ela começou a estudar na Universidade de Canterbury em 1986, mas retornou a Melbourne em 1987 e se formou na Universidade Monash com bacharelado em Ciência Política e Sociologia em 1991. Em 1995, começou a trabalhar como gerente de escritório no departamento de serviço social do Centro Médico Monash em Melbourne, onde permaneceu até 2017.

## Carreira
Em 1996, Morris matriculou-se em um curso de redação profissional no Australian College of Journalism. Ela participou de palestras de roteiro, seminários e workshops criativos na Austrália e nos EUA. Seu primeiro roteiro foi revisado pela autora e roteirista ganhadora do Oscar Pamela Wallace.

### The Tattooist of Auschwitz
Em 2003, ela conheceu e fez amizade com Lale Sokolov, dois meses após a morte de sua esposa, Gita. Ele tinha 87 anos na época. Durante os três anos seguintes, até à sua morte em 2006, Lale contou a ela detalhes sobre a sua vida durante o Holocausto e o seu trabalho como tatuador no campo de concentração de Auschwitz, um trabalho para o qual tinha sido designado pelos administradores SS do campo. Com base em suas histórias, Morris escreveu mais tarde The Tattooist of Auschwitz, inicialmente como roteiro. Embora o roteiro tenha sido adquirido por uma produtora australiana, a empresa não exerceu seu direito e a opção expirou após seis anos. Ela então inscreveu seu trabalho em competições internacionais, onde ganhou muitos prêmios, incluindo o International Independent Film Awards em 2016.
Eventualmente, Morris foi persuadida por sua cunhada a reescrever o roteiro como um romance, que ela intitulou The Tattooist of Auschwitz. O livro, lançado em 2018, tornou-se um best-seller. Foi publicado em em 47 idiomas ao redor do mundo e vendeu mais de 3 milhões de cópias.

### TrilogiaThe Tattooist of Auschwitz
- The Tattooist of Auschwitz (2017) O Tatuador de Auschwitz no Brasil: (Planeta, 2018) e em Portugal: (Editorial Presença, 2018)
- Cilka's Journey (2019) no Brasil: A Viagem de Cilka (Planeta, 2020) em Portugal: A Coragem de Cilka (Editorial Presença, 2020)
- Three Sisters (2021) Três Irmãs no Brasil: (Planeta, 2022) e em Portugal: (Editorial Presença, 2021)

### Outros romances
- Stories of Hope (2020) em Portugal: Histórias de Esperança (Editorial Presença, 2022)
- Listening Well (2022)
- Sisters Under the Rising Sun (2023) no Brasil: As Irmãs Sob o Sol Nascente (Planeta, 2024)

### Adaptação
- The Tattooist of Auschwitz (2024) Série de TV baseada em livro de mesmo nome.[13]